# Aventură în Arabia
Aventură în Arabia (titlul original: în engleză Arabian Adventure) este un film de aventuri și fantezie englez, realizat în 1979 de regizorul Kevin Connor. Deși filmul nu se bazează pe nicio povestire din O mie și una de nopți, are totuși tangență și citează multe basme orientale ca Sinbad marinarul sau Ali Baba.
protagoniști fiind actorii Christopher Lee, Milo O'Shea, Oliver Tobias, Emma Samms. 

## Conținut
Alquazar, un calif rău, oferă mâna fiicei sale unui prinț, dacă acesta poate găsi după o căutare periculoasă, un trandafir magic. Ajutat de un băiat tânăr și de un covor magic, prințul Hasan, trebuie să treacă de duhurile rele, monștrii care aruncă pe nări flăcări și de smârcurile înșelătoare, pentru a obține răsplata și să revendice mâna prințesei Zuleira...

## Distribuție
- Christopher Lee – Alquazar
- Oliver Tobias – prințul Hasan
- Emma Samms – prințesa Zuleira
- Milo O'Shea – Khasim
- Puneet Sira – Majeed
- Peter Cushing – vizirul Al Wuzara
- Capucine – Vahishta
- Mickey Rooney – Daad El Shur
- John Wyman – Bahloul
- John Ratzenberger – Achmed
- Shane Rimmer – Abu
- Hal Galili – Asaf
- Art Malik – Mamhoud
- Milton Reid – Jinnee
- Elisabeth Welch – Beggarwoman
- Suzanne Danielle – dansatorul răsăritean
- Roy Stewart – Nubian

## Premii și nominalizări
- 1980 Nominalizare la Premiul Saturn pentru cel mai bun film fantastic
- 1980 Nominalizare la Premiul Saturn pentru cel mai bun actor pentru Christopher Lee
- 1980 Nominalizare la Premiul Saturn pentru cea mai bună muzică pentru Ken Thorne